# Fadel Shanaa

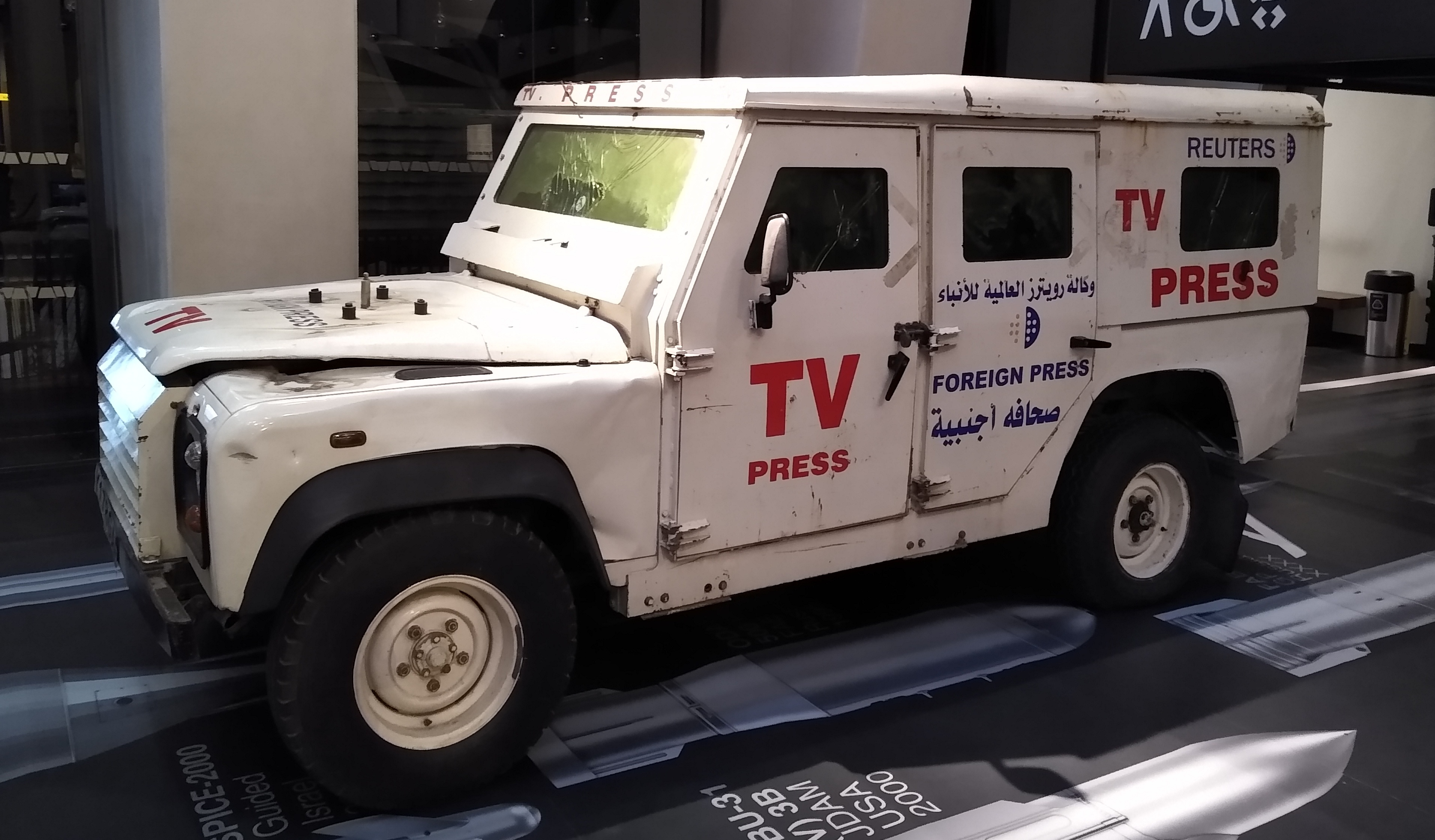
Un véhicule blindé utilisé oar l'agence Reuters pour les reportages en Palestine - Fadel Shanaa fut blessé dans ce véhicule en 2006 du fait d'un tir israélien.

Fadel Shanaa était un cadreur palestinien, né le 27 mars 1984, travaillant pour l'agence Reuters, tué le 16 avril 2008, à l'âge de 23 ans, alors touché par un obus d'un char israélien qu'il était en train de filmer.
Il a déjà été blessé par des tirs israéliens à Gaza en août 2006,.
Fadel Shana'a couvrait avec son assistante Wafa Abu Mizyed l'incursion israélienne dans la zone de Juhor Ad Dik. Les deux journalistes ont été transportés vers l'hôpital Al-Aqsa, où Fadel Shanaa est décédé. Le gouvernement israélien a exprimé ses "regrets pour la mort d'un cameraman palestinien", tout en soulignant que les journalistes se mettaient en danger dans des zones de combat mais selon un photographe palestinien présent sur place Yassir Qadih, "il n'y avait personne autour de nous, sauf un groupe de jeunes. Il n'y avait pas de groupe de la résistance". Le rédacteur en chef de Reuters, David Schlesinger, a demandé une enquête sur l'incident.